# Ariel 4

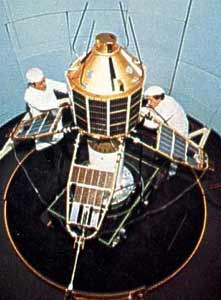
O satélite Ariel 4

O Ariel 4, também conhecido como UK-4, foi o quarto satélite do Programa Ariel operado pelo Reino Unido.
Foi construído pela BAC, lançado em 11 de dezembro de 1971, por um foguete Scout B, a partir da Vandenberg AFB.